# Amphorophora sensoriata
Amphorophora sensoriata är en insektsart som beskrevs av Mason, P.W. 1923. Amphorophora sensoriata ingår i släktet Amphorophora och familjen långrörsbladlöss. Inga underarter finns listade i Catalogue of Life.